# Henri Gautier
Cet article possède des paronymes, voir Georges-Henri Beauthier et Henry Gauthier-Villars.
Pour les articles homonymes, voir Gautier.
Henri Gautier (parfois appelé Hubert Gautier) est un ingénieur des ponts et chaussées, né à Nîmes, le 21 août 1660, mort à Paris, le 27 septembre 1737. 
Il fait paraître, en 1693, à Toulouse, un Traité de la construction des chemins, le premier traité moderne sur le sujet. Devenu un des premiers inspecteurs du Corps des ponts et chaussées créé en 1716, il est l'auteur du premier Traité des ponts, publié la même année. 

## Biographie

### Origines et études
Henri Gautier est le fils d'un cardeur huguenot de Nîmes, il est baptisé au temple de Nîmes le 18 octobre 1660.
Après avoir fait ses humanités et sa philosophie à Nîmes, il part étudier la médecine à Orange, ville protestante, et y est reçu docteur en médecine le 23 mars 1679. 

### L'ingénieur du roi
Il est très attiré par la science mathématique et s'adonne l'astrologie judiciaire. 
Il est nommé ingénieur du roi et ses premières commissions sont dans la Marine. Il est aussi employé sur plusieurs ouvrages publics du Languedoc.
Le 18 octobre 1685, Louis XIV, par l'édit de Fontainebleau, révoque l'édit de Nantes qui reconnaissait la liberté de religion aux protestants signé en avril 1598 par Henri IV de France. Hubert Gautier se convertit au catholicisme entre les mains de l'abbé Fléchier de l'évêché de Nîmes, le 28 juin 1689.
Il travaille sur le fort Vauban à Nîmes entre 1686 et 1688.

### L'ingénieur de la province du Languedoc
En 1689, il devient Ingénieur de la province du Languedoc. 
Il fait paraître en 1693 le Traité de la construction des chemins publié à Toulouse, premier traité moderne sur le sujet. 
Entre 1689 et 1694, il participe à la construction du pont de Coursan, dans l'Aude. 
De 1695 à 1713, il travaille au canal du Midi sous les ordres d'Antoine Niquet (dans son Traité des ponts, il indique que sur les ponts du canal du Midi dont il a dirigé la construction il a prévu des radiers en arcs retournés dans le lit des rivières). 
Après son second mariage, le 27 février 1700, il prend le titre de docteur en médecine & d'ingénieur du roi servant dans la Marine. Cependant, l'intendant du Languedoc, Nicolas de Lamoignon de Basville, l'emploie pour la construction d'ouvrages publics.
Dans son livre Histoire civile, ecclésiastique et littéraire de la ville de Nismes avec les preuves, t. 6, p. 371-372, Léon Ménard écrit que pendant le feu d'artifice donné le 2 mars 1701 en l'honneur du duc de Bourgogne et du duc de Berry, une fusée est tombée sur la maison d'Henri Gautier qui a été complètement détruite par un incendie.

### L'inspecteur général des ponts et chaussées
En 1713, il devient l'un des premiers Inspecteurs généraux des ponts et chaussées et s'établit à Paris. En 1714, les interventions des inspecteurs généraux des ponts et chaussées sont définies. Gautier est responsable des ouvrages de la route de Brie par Rozay, les travaux[Lesquels ?] à Bourbonne-les-Bains.
En 1716, pour des raisons d'économie, le Régent, Philippe d'Orléans, diminue le personnel des Ponts et chaussées. Les arrêts du 4 février 1716 commettent :
- Lahite, inspecteur général,
- Gabriel, architecte, premier ingénieur,
- La Guépière, Gautier et Fayolle, inspecteurs,
- des ingénieurs aux chefs-lieux des généralités,
- des sous-inspecteurs dépendant des inspecteurs et des sous-ingénieurs dépendant des ingénieurs.

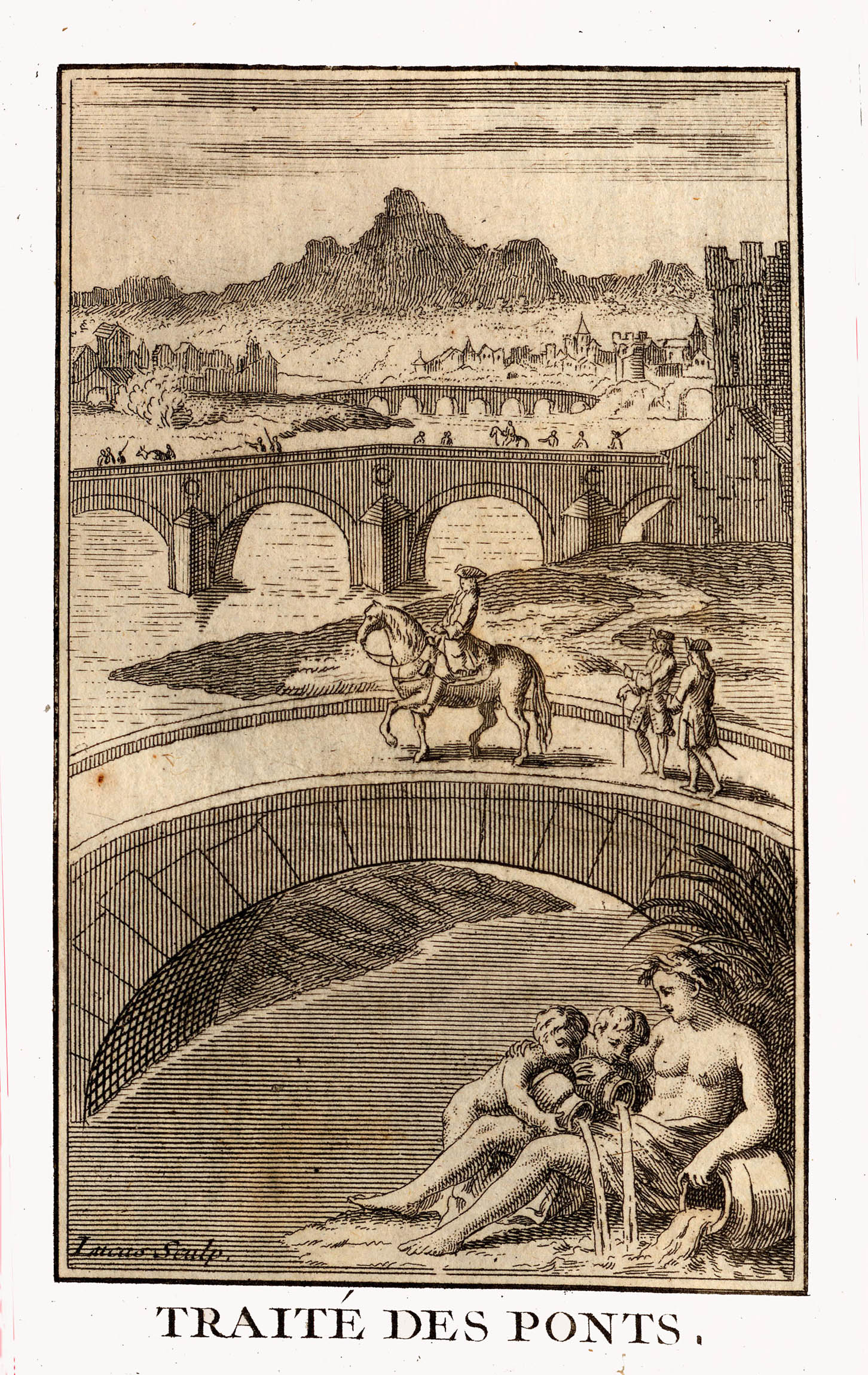
Frontispice du Traité des ponts

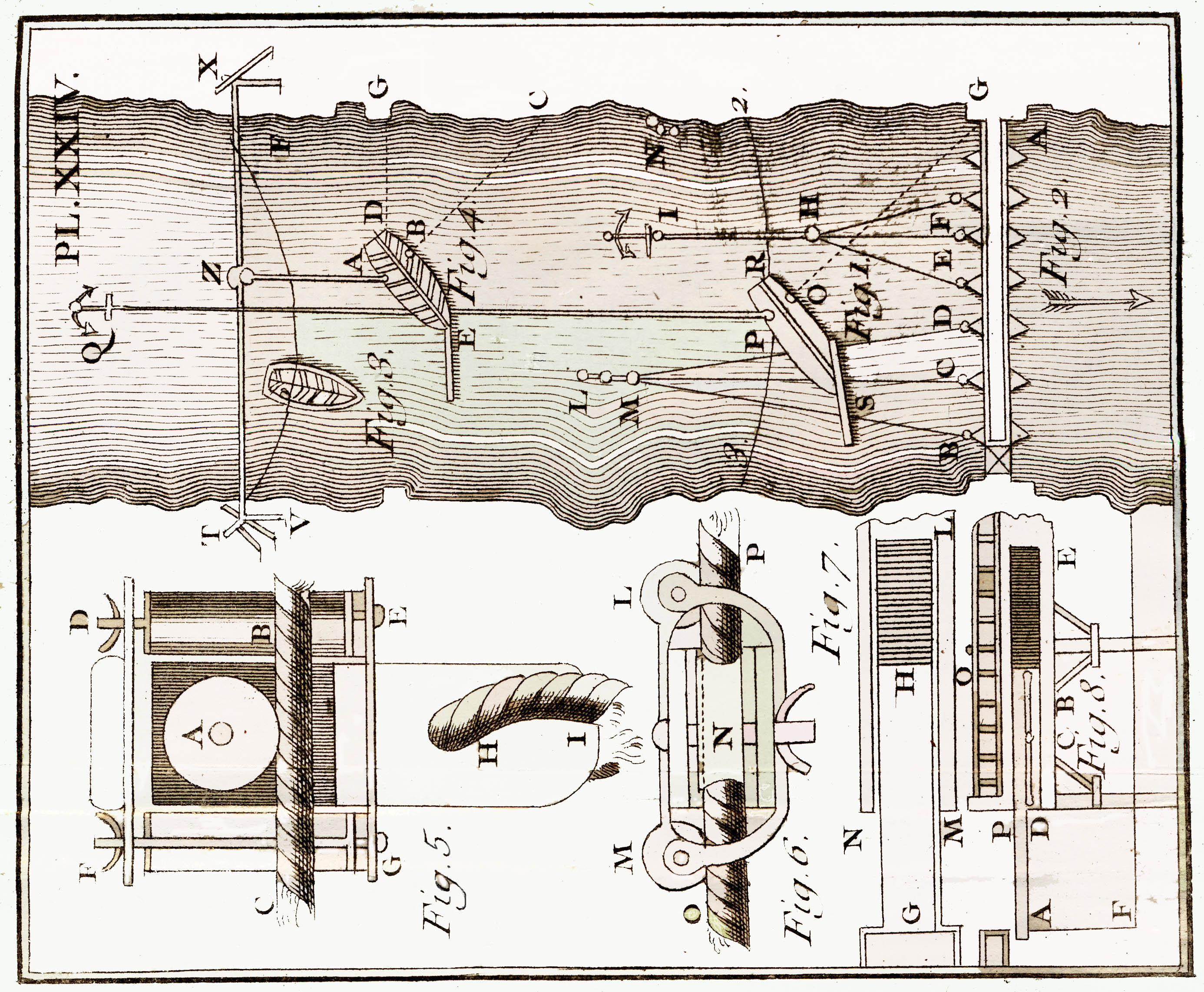
Traité des Ponts - Planche XXIV
Mise en œuvre d'un pont de bateaux

Henri Gautier publie en 1716 la première édition du Traité des ponts. Il va rester le seul traité sur les ponts jusqu'à celui de Émiland-Marie Gauthey en 1809-13. Il y aura plusieurs rééditions jusqu'en 1768. Il a été traduit en allemand en 1759.
Il indique qu'un batardeau, nécessaire pour permettre la construction d'une pile dans une rivière, doit avoir une épaisseur égale la hauteur d'eau qu'il doit supporter. Les pieux battus servant à tenir chaque face du batardeau doivent être distants les uns des autres de trois pieds. 
Il publie en 1717 la Dissertation sur l'épaisseur des culées des ponts, sur la largeur des piles. Dans ce livre, il définit la règle d'une épaisseur de pile comprise entre le quart et le sixième de l'ouverture de l'arche adjacente. Il donne également une application, la « formule des tonneliers », qui relie la pression p exercée par un câble tendu sur un arbre, à la tension T du câble et au rayon R de l'arbre :
Cette formule sera étudiée trente ans plus tard par Euler (Remarques sur les frottements, 1739) puis Eytelwein.
En 1716 et 1721, rééditions à Paris du Traité de la construction des chemins. 
En 1729, il est décidé de réparer le pont de Compiègne. Gautier est chargé de faire le devis des travaux. Cependant, on juge que la réparation serait insuffisante avec un coût important. On demande alors à l'inspecteur Lahite de faire un projet de reconstruction totale du pont. Un pont provisoire en bois est construit en 1730. L'ingénieur Jean Hupeau en dirige les travaux, lequesl sont terminés en mai 1733.

### Départ à la retraite
Henri Gautier, étant incapable de travailler, a demandé à se retirer. Il est mis à la retraite le 7 novembre 1731 par un arrêt du conseil d'État : « Le roi étant informé que le sieur Gautier, inspecteur des ponts et chaussées de son royaume, après avoir servi en qualité d'ingénieur du Languedoc pendant vingt-huit ans et, depuis 1716 jusqu'à ce jour, en la dite qualité d'inspecteur de la généralité de Paris, ne peut plus soutenir la fatigue d'un emploi si pénible dont il a toujours rempli les fonctions avec autant de probité que de vigilance; et Sa Majesté voulant tout à la fois donner un témoignage de la satisfaction qu'elle a de ses services et pourvoir audit emploi d'un sujet capable de s'en acquitter dignement;… Sa Majesté en son conseil a commis et commet, au lieu et place du sieur Gautier et ladite qualité d'inspecteur des ponts et chaussées du royaume, le sieur Pitrou, actuellement ingénieur desdits ponts et chaussées dans la généralité de Bourges… ; ce faisant a accordé et accorde audit sieur Gautier la somme de 2000 livres, aussi par chaque année, dont elle veut qu'il jouisse sa vie durant par forme de pension et que le fonds en soit annuellement ans l'état des ponts et chaussées… »

### Le savant
En 1721, Henri Gautier va faire paraître un livre donnant ses réflexions concernant la géologie : "Nouvelles conjectures sur le globe terrestre, où l'on fait voir de quelle manière la terre se détruit journellement, pour pouvoir changer à l'avenir de figure : comment les pierres, les minéraux, les métaux et les montagnes ont été formés; les corps étranges comme les carcasses d'animaux, les coquillages et ce qu'on y trouve y ont été ensevelis ; le prompt retour des marées, par des baymes par des mers intérieures où elles circulent sous sa croûte, pour produire le flux et le reflux. L'on y démontre l'épaisseur déterminée de cette croûte, celle de la profondeur de toutes les mers, le grand vuide qui occupe le dedans de son Globe, la hauteur de notre atmosphère et plusieurs autres difficultés très curieuses que l'on y résout, et dont on ne pouvait rendre aucune raison."
Il continue ses explications :

Le principal objet de cet ouvrage est la Terre, et la manière dont elle est composée, comme la chose qu’on voit à tout moment, et que l’on connaît le moins.….
On n’avancera rien au sujet de la disposition de la Terre, telle qu’elle est aujourd’hui, qu’on ne le prouve par des expériences, ou par des conjectures vraisemblables, qui feront connaître que la chose est arrivée plutôt d’une manière que d’une autre ; et l’on ne sera plus surpris si dans quelque endroit de la France que ce puisse être, où l’on fasse creuser, on trouve sans cesse des marques de la mer, soit dans les puits les plus profonds, dans les carrières où l’on tire de la pierre, du plâtre, du charbon de mine, etc. on découvre sans cesse dans ces lieux souterrains des coquillages, avec différents bancs de pierre, etc. qui font tous conjecturer que tous ces terrains ont été autrefois des fonds des mers. Mais pour comprendre plus aisément ce que j’avance dans cette Dissertation, voici en abrégé de quoi je la compose, que je divise en quatre parties.

1.	Dans la première, je fais voir de quelle manière toute sorte de pierre se forme sur la terre par des répandues dans les plaines et dans les mers, et comment les corps étranges qu’on y trouve et s’y sont établis, ou y demeurent ensevelis.

2.	Dans la deuxième, j’explique comment la Terre n’est composée que d’une croûte qui n’a d’épaisseur que 5390 toises, à ce compris la profondeur de la mer, qui est de 2390 toises : que l’atmosphère depuis la superficie des mers jusqu’où se fait la suspense des vapeurs ou des nuées, est de 5705 toises ; & que le reste de la Terre au-dessous de sa croûte & des mers, est un grand vide semblable à celui d’un ballon ou d’une vessie, dont la peau serait comparée à la croûte de la Terre, et dont le vide aurait 14. Pouces & demi de diamètre, rempli d’un air infiniment plus subtil, comme plus agité, que n’est celui qui est en dehors, qui compose l’atmosphère que nous respirons sur la Terre.

3.	Dans la troisième partie, je représente de quelle manière la Terre voltige dans la matière éthérée, et comment elle roule autour du Soleil, suspendue sans cesse par les chocs de ses rayons, à proportion de son équilibre, avec pareille quantité de matière éthérée : comment sa croûte, quoique très mince, peut se soutenir suivant le mouvement de la force centrale, qui pousse ou renvoie sans cesse cette croûte loin de son centre par-dessous, et qui est retenue en dehors par le poids de l’atmosphère, qui la pousse & la presse également vers le dedans du côté de son centre : de quelle manière les mers intérieures qui sont sous cette croûte sont retenues, aussi bien que celles qui sont en dehors, par une expérience des plus naturelles ; et comment les hommes pourraient marcher sur cette croûte intérieure, supposée qu’il fût possible qu’il y en eût toujours la tête tournée vers le centre de la Terre, comme un Zénith commun à tous les humains qui habiteraient cette demeure sombre ; au lieu que nous marchons aujourd’hui sur la Terre d’une manière toute opposée ayant pour Zénith un point tout opposé & différent. On voit encore comment cette croûte de la Terre peut s’abîmer en un endroit, pour former des vastes mers, & se relever en un autre, pour y former des montagnes.

4.	Dans la quatrième, je démontre par de nouvelles hypothèses, comment la Terre a pu être formée dans son commencement par l’Auteur de la Nature ; de quelle manière les métaux et les minéraux se trouvent formés dans son sein ; comment les fleuves et les rivières ont pu être la cause de la dissolution de cette croûte, pour produire le déluge universel dont Dieu a voulu se servir pour reformer le genre humain ; comment les enchaînements des plus hautes montagnes ont pu être formés ; comment en si peu de temps la marée monte et descend, et les lieux où elle se retire. Tous les phénomènes les plus surprenants qui arrivent sur la terre et dans les mers, y sont expliqués par le moyen de ces nouvelles conjectures, d’une manière très aisée, et suivant les mouvements les plus simples de la nature.
Il va évaluer l'âge de la Terre en estimant le temps d'érosion des reliefs à partir de ses mesures sur les apports de matériaux par les fleuves, en particulier le Rhône. Il en déduit qu'il faut 35 000 ans pour qu'un continent soit nivelé. Cependant, si on reprend les calculs avec les données qu'il a établies, on obtient un temps plus considérable. Probablement ses essais d'explications rationnelles de la formation de la Terre ne peuvent pas se séparer de l'enseignement de l'Église.

### Mariage et descendance
Henri Gautier ne semble pas avoir eu de descendance de son premier mariage avec Elisabeth de Vernoux. Le 27 février 1700, il épouse à Nîmes, Suzanne Guiraud. De ce mariage sont issus au moins deux enfants :
- Antoine Gautier, sous-ingénieur des ponts & chaussées, qui légua ses biens à la famille de Fabrique, à l'exception de sa bibliothèque qu'il donna à Monsieur de Massip, fils de Monsieur de Massip, avocat général au présidial de Nîmes, seigneur de Bouillargues[5].
- Jeanne Gautier (1701-1736), épouse de Pierre Jacques de Fabrique, docteur et avocat, bailli du marquisat de Calvisson et grand-mère de Louis Marie Henri de Fabrique Saint-Tours (1766-1845), capitaine, chevalier de l'ordre royal et militaire de Saint-Louis, premier maire (1839-1843) de Rivière-Salée et des Trois-Ilets (Martinique).

## Publications
- Traitté des fortifications, contenant La demonstration, et l'examen de tout ce qui regarde l'art de fortifier les places tant regulieres, qu'irregulieres, suivant ce qui se pratique aujourd'huy. Le tout d'une maniere abbregée, et fort aisée pour l'instruction de la jeunesse - 1685 (Lire en ligne)
- L'Art de laver, ou nouvelle manière de peindre sur le papier, suivant le coloris des desseins qu'on envoie à la Cour, chez Thomas Amauly, Lyon, 1687 (lire en ligne)
- Traité de la construction des chemins - Toulouse - 1693 (Lire en ligne)
- L'art de dessiner proprement les plans, profils, elevations geometrales, et perspectives, soit d'architecture militaire ou civile: avec tous les secrets les plus rares pour faire les couleurs avec lesquelles les ingenieurs representent les divers materiaux d'une place - 1697 (lire en ligne)
- Traité des ponts - Paris - 1716 Gallica Lire en ligne
- Dissertation sur l'epaisseur des culées des ponts, sur la largeur des piles, sur la portée des voussoirs, sur l'effort et la pesanteur des arches à differens surbaissemens, et sur les profils de maçonnerie qui doivent supporter des chaussées, des terrasses, et des remparts, à quelque hauteur donnée que ce puisse estre - 1717 (Lire en ligne)
- Histoire de la ville de Nîmes et de ses antiquités - 1720 Google Livres
- Dissertation sur les projets de canaux de navigation, d'arrosage & pour la conduite des fontaines.
- Dissertation sur la conduite des mâts pour les vaisseaux du roi, depuis les forêts où on les abat jusque dans les ports de mer auxquels on les destine - Paris
- Dissertation qui résout les difficultés sur la poussée des voûtes & des arches, à différents surbaissements, sur les piles, les voussoirs, la charge des pilotis, le profil des murs qui doivent soutenir des terrasses, des remparts à telle hauteur donnée que ce puisse être. Paris
- Traité de l'art de lever les différents desseins qu'on envoie à la cour - Lyon
- Traité des armes à feu, tant des canons dont on se sert sur terre et sur mer, avec leurs proportions, comme des mortiers pour leurs jets de bombes, avec la manière de diriger leur portée - Lyon
- Traité des fortifications; avec l'examen de toutes le méthodes dont on s'est servi jusqu'alors pour fortifier les places - Lyon
- Plusieurs lettres ou nouvelles conjectures sur la peste, & sur tous les corps animés & inanimés - Paris
- Nouvelles Conjectures sur le Globe de la Terre, où l' on fait voir de quelle manière la terre se détruit journellement, pour pouvoir changer à l' avenir de figure : comment les pierres, les minéraux, les métaux & les montagnes ont été formez ; les corps étranges, comme les carcasses des animaux, les coquillages, &c. qu' on y trouve, y ont été ensevelis ; le prompt retour des marées, par des abysmes dans des mers intérieures où elles circulent sous sa croûte ; pour produire le flux et le reflux. L' on y démontre l' épaisseur déterminée de cette croûte, celle de la profondeur de toutes les mers, le grand vuide qui occupe le dedans de son Globe, la hauteur de notre Atmosphère par H. G. I. D. P. E. C. D. R (Henri Gautier, inspecteur des ponts et chaussées du roi), Paris, chez André Cailleau, 1721.
- Bibliothèque des philosophes et des sçavans tant anciens que modernes avec les merveilles de la nature où l'on voit leurs opinions sur toute sorte de matières physiques comme aussi tous les systèmes qu'ils ont pu imaginer jusqu'à présent sur l'Univers & leurs plus belles sentences sur le morale et enfin les nouvelles découvertes que les astronomes ont faites dans les cieux, 3 tomes tome 1, chez André Cailleau, Paris, 1723 (lire en ligne), tome 2, 1723 (lire en ligne), tome3, 1734 (lire en ligne)